# Euxoa praesaga
Euxoa praesaga là một loài bướm đêm trong họ Noctuidae.